# معتمدية رادس
معتمدية رادس إحدى معتمديات الجمهورية التونسية، تابعة لولاية بن عروس.